# Сабанино
Сабанино — деревня в муниципальном округе Егорьевск Московской области России.

## География
Деревня Сабанино расположена в северо-восточной части Егорьевского района, примерно в 26 км к северо-востоку от города Егорьевска. В 2 км к северу от деревни протекает река Поля. Высота над уровнем моря — 132 м.

## История
До отмены крепостного права жители деревни относились к разряду государственных крестьян. После 1861 года деревня вошла в состав Поминовской волости Егорьевского уезда. Приход находился в селе Шатур.
В 1926 году деревня входила в Больше-Гридинский сельсовет Поминовской волости Егорьевского уезда. В 1926—1939 годах — центр Собанинского сельсовета.
До 1994 года Сабанино входило в состав Большегридинского сельсовета Егорьевского района, в 1994—2004 гг. — Большегридинского сельского округа, а в 2004—2006 гг. — Саввинского сельского округа.
Входит в состав сельского поселения Саввинское.

## Демография
В 1885 году в деревне проживало 219 человек, в 1905 году — 264 человека (119 мужчин, 145 женщин), в 1926 году — 333 человека (155 мужчин, 178 женщин). По переписи 2002 года — 18 человек (9 мужчин, 9 женщин). Население — 28 чел. (2010).
| 1859 | 1868 | 1885 | 1905 | 1926 | 2002 | 2006 |
| ---- | ---- | ---- | ---- | ---- | ---- | ---- |
| 117  | ↗156 | ↗219 | ↗264 | ↗333 | ↘18  | ↘17  |
| 2010 |      |      |      |      |      |      |
| ↗28  |      |      |      |      |      |      |